# Phylica oleaefolia
Phylica oleaefolia là một loài thực vật có hoa trong họ Táo. Loài này được Vent. miêu tả khoa học đầu tiên.